# Итальянский скорпион
Итальянский скорпион (лат. Euscorpius italicus) — вид скорпионов из семейства Euscorpiidae рода Euscorpius.

## Ареал и места обитания
Вид встречается на юге Западной Европы, Грузии и России (Кавказ).

## Внешний вид и образ жизни
Сравнительно мелкий вид, длиной до 50 мм.

## Опасность для человека
Укусы болезненны (примерно как укус осы), но проходят без каких-либо последствий для организма человека.